# Charlottenberg (stacja kolejowa)
Charlottenberg – stacja kolejowa w Charlottenberg, w gminie Eda regionie Värmland w Szwecji, jest oddalona od Oslo o 143 km.

## Położenie
Jest położona na linii Kongsvingerbanen. Leży na wysokości 125 m n.p.m. w odległości 5 km od granicy szwedzko-norweskiej.

## Ruch pasażerski
Stacja obsługuje bezpośrednie połączenia do Sztokholmu, Oslo Sentralstasjon i Karlstad.

## Obsługa pasażerów
Poczekalnie, parking, przystanek autobusowy.